# Raz dane
Raz dane – drugi album zespołu Rendez-Vous wydany w 2017 przez Agencję Muzyczną Polskiego Radia. Płyta ukazała się 31 lat po wydaniu pierwszego albumu zespołu. Do utworów „Jak z nut” i „Raz dane” nakręcono videoclipy.

## Lista utworów
Źródło:.
1. „Tej Anny już tu nie ma” – 2:34
2. „Daleka droga do Darłowa” – 3:09
3. „Myśli” – 3:25
4. „At the Cross Roads (Na skrzyżowaniu ulic)” – 3:54
5. „Jak z nut” – 3:37
6. „Replay” – 3:26
7. „Fale koją gniew” – 4:38
8. „Blue Blue Blue” – 2:51
9. „Na sen biorę żółte” – 3:30
10. „Przez auta szybę” – 5:23
11. „Raz dane” – 3:36
12. „Baye, te baye” – 4:18

Bonus
1. „A na plaży... Anna” – 3:26

## Twórcy
Źródło:.
- Ziemowit Kosmowski – wokal, gitary
- Agata Wiśniewska – drugi wokal, instrumenty perkusyjne
- Marcin Jakubowski – drugi wokal, gitara basowa, ukulele basowe
- Piotr Pniak – perkusja

gościnnie:
- Wojciech Waglewski – gitary, sitar elektryczny
- Yan Shary – drugi wokal, banjo

Udział także wzięli Patrycja Napierała i Tomasz Bielecki.